# Јована Николић (певачица)
Јована Николић (Београд, 20. новембар 1982) српска је поп певачица.

## Биографија
Рођена је 1982. године у Београду. Кћерка је српског сниматеља и директора фотографије Божидара Боте Николића и унука југословенског дипломате Владимира Роловића. По образовању је дипломирана правница. Завршила је соло певање у Музичкој школи Јосип Славенски у Београду.
Почетком 2015. године удала се за српског бизнисмена и филмског продуцента Марка Мишковића, са којим има двоје деце.

## Каријера
На српској музичкој сцени појавила се 2004. године на националном финалу Србије и Црне Горе за Песму Евровизије 2004, где је извела композицију После тебе Владимира Граића којом је заузела укупно 10. место у конкуренцији 24 песме, са освојена 23 бода. Исте године наступила је у Будви на фестивалу Пјесма Медитерана, где је извела композицију Лутка од порцелана.
Две године касније извела је насловну композицију, под називом Сањам, за филм Диши дубоко редитеља Драгана Маринковића. Први соло албум у жанру европопа, под насловом Диши дубоко, објавила је 2010. године за издавачку кућу Сити рекордс, а са албума који је садржавао девет композиција издвојиле су се песме Моли, моли, Мирис лета и Срећан пут. На албум је уврштена и песма Додоле коју је извела са групом Фламингоси.
Након што је 2012. постала мајка, Јована се на кратко повукла из света музике, а каријери се вратила 2015. синглом Најбоља који је наишао на одличне реакције домаће публике. Годину дана касније објавила је сингл Свила и дуетску песму Нисмо смели са Маријом Шерифовић за коју је музику и текст урадила Леонтина Вукомановић. Потом је опет уследила једногодишња пауза, а повратак на музичку сцену најавила је у другој половини 2018. хит-сингловима Добар си (музику и текст поново радила Вукомановићева) и Недостајеш (музика и текст: Александра Милутиновић); за обе песме снимила је и спотове.
Почетком 2020. године сарађивала је са продуцентском екипом серије Јужни ветар, па је заједно са Цобијем објавила песму Пази се која је послужила као уводна шпица серије.

## Дискографија
Албуми
- Удахни дубоко (2010) Сити Рекордс

Синглови
- После тебе (2004) Европесма
- Лутка од порцелана (2004) Будвански фестивал
- Најбоља (2015)
- Свила (2016)
- Нисмо смели (2016) дует са Марија Шерифовић
- Добар си (2018)
- Пази се (2020) са Цоби, саундтрак за филм Јужни ветар (филм)

### Видеографија
| Спот        | Година | Режисер             |
| ----------- | ------ | ------------------- |
| Моли, моли  | 2010.  | —                   |
| Срећан пут  | 2013.  | —                   |
| Најбоља     | 2015.  | Storyteller         |
| Нисмо смели | 2016.  | Петар Пашић         |
| Свила       | 2016.  | Петар Пашић         |
| Добар си    | 2018.  | NN Media Production |
| Недостајеш  | 2018.  | NN Media Production |
| Пази се     | 2020.  | NN Media Production |